# Krojcok
Krojcok – w gwarze śląskiej krzyżówka (niem. der Kreuzung – krzyżówka, skrzyżowanie, rozjazd) określenie miejsca, na przykład: Krojcok/Krajcok w Chorzowie Starym, zwierzęcia mieszańca – osobnika powstałego w wyniku skrzyżowania dwóch organizmów rodzicielskich należących do innych ras, odmian, podgatunków, gatunków lub rodzajów, w szczególności mieszańca kanarka i szczygła zwanego bastardem (Kanarki używane były w śląskich kopalniach jako żywe „czujniki” toksycznych gazów). Niekiedy Krojcok lub bastard/basztard to także określenie człowieka, który jest pół-Ślązakiem i po połowie nie-Ślązakiem. Oznacza to, iż jeden z jego dziadków nie pochodził ze Śląska (na przykład przybył na Śląsk podczas fali migracyjnej w czasach PRL). Krojcoki często mówią bardzo dobrze po śląsku i znają historię swojej rodziny, która na tej ziemi mieszka.